# 藤井まどか
藤井 まどか（ふじい まどか、1985年1月29日 - ）は、NHKの元アナウンサー。

## 人物
東京大学経済学部卒業後、2007年入局。2008年度、鹿児島局で勤務しながら、福岡管内の芸能番組『トンコツTV』などを担当。また、芸能番組を中心に全国放送にも多く登場し、入局3年目にして、NHKホールでの、『NHK全国学校音楽コンクール』の総合司会、『Nコンマガジン ハモリ倶楽部』司会などを担当した。
2010年春に大阪転勤。西堀裕美から５時台帯番組『あほやねん!すきやねん!』の総合司会を引き継ぐ。唯一全日通し出演の司会として、ジャルジャルや渡辺直美などと共演。その後、第一子の出産のため育児休職。（後任は中村慶子）。1年半ほどの育児期間を経て、2012年4月に『NHKラジオニュース』で職場復帰した。2012年7月12日放送の『ニューステラス関西』内のニュース映像で2年ぶりにテレビ画面に登場した。その後、東京のラジオセンターに移籍。制作業務の傍ら『小山薫堂の“温故知新堂”』ではMCも担当。出演している『ごごラジ!』では2児の母であることを明かしている。

## 担当・出演番組
〇：担当中
- 各種ラジオ番組におけるディレクター業務　〇
- 小山薫堂の“温故知新堂”アシスタント　〇
- 着信御礼!ケータイ大喜利（2007年10月7日、2008年1月1日・2月3日・4月6日、2009年1月1日[2]、5月2日、2013年9月13日）[3]
- 第11回熱血!オヤジバトル 鹿児島県代表応援団長（2007年11月23日）
- これこそ!わが町 元気魂（2008年1月2日）
- トンコツTV（2009年4月 - ）[4]
前任者の転勤により鹿児島から通う形で担当した。
- MLB2009　オールスター直前　いまこの選手が熱い！（2009年7月14日）
- 第76回NHK全国学校音楽コンクール（Nコン2009）全国コンクール（教育テレビ、2009年10月10日）
山田賢治と共に司会。
- Nコンマガジン ハモリ倶楽部（教育、2009年6月27日・7月25日・8月29日・9月19日）
副部長役で出演。中学・高校と合唱部だったことを明かす。
- あほやねん!すきやねん! 全日進行（2010年3月29日 - 8月6日）
- 高専ロボコン近畿地区大会（2012年11月）

## 同期のアナウンサー
- 井上裕貴
- 上條倫子（退職）
- 清水敬亮
- 森花子